# Lizenzaudit
Lizenzaudit ist ein Verfahren zur Überprüfung von Software-Lizenzen nach Nutzungsumfang und Nutzungsintensität. Es dient der Überprüfung, ob die tatsächliche Nutzung der Lizenzen auch mit der vertraglich vereinbarten Nutzung übereinstimmt.
Lizenzaudits können in Allgemeinen Geschäftsbedingungen zwischen Software-Hersteller und Lizenznehmer vereinbart werden. Sie können anlassbezogen sein, d. h., wenn konkrete Anhaltspunkte für einen Lizenzverstoß vorliegen oder auch anlassunabhängig stattfinden, beispielsweise in bestimmten Zeitabständen. Wenn für eine Urheberrechtsverletzung bereits eine gewisse Wahrscheinlichkeit besteht, kann dem Urheber bzw. Rechteinhaber nach § 101a UrhG auch ein gesetzlicher Vorlage- und Besichtigungsanspruch gegen den potenziellen Verletzer zustehen.
Audits können durchgeführt werden von einem Interessenverband wie der BSA (Business Software Alliance), neutralen Wirtschaftsprüfern oder aber auch direkt vom Software-Hersteller.
Audit-Vertragsklauseln sollten folgende Punkte beinhalten, um den Vertragspartner des Verwenders nicht unangemessen zu benachteiligen (§ 307 BGB):
- Ankündigungsfrist
- Angabe des Zeitraums der Prüfung
- Person oder Institution des Prüfers
- Definition der Prüfungsrechte
- Klare Information über die Konsequenzen bei einer Über- oder Unterlizenzierung
- Regelung, wer die Kosten der Prüfung trägt
- Vereinbarung über die Geheimhaltung der Ergebnisse
- Regelung der Haftung für mögliche Prüfungsausfälle

Ergibt ein Audit eine Verletzung des Urheberrechts, folgen daraus zivil- und strafrechtliche Konsequenzen.